# Tseng Kwong Chi
 (janvier 2009).
Si vous disposez d'ouvrages ou d'articles de référence ou si vous connaissez des sites web de qualité traitant du thème abordé ici, merci de compléter l'article en donnant les références utiles à sa vérifiabilité et en les liant à la section « Notes et références ».
Tseng Kwong Chi (曾廣智,pinyin:zēng guǎng zhì)(1950, Hong Kong - 10 mars 1990, New York) est un photographe américain.

## Biographie
Tseng fait partie de la scène artistique du East Village dans les années 1980. Son travail le plus connu est sa série d'autoportraits, East Meets West, aussi appelée Expeditionary Series. Dans cette série, Tseng porte ce qu'il appelle sa veste Mao et ses lunettes de soleil, et se photographie devant des sites touristiques clichés comme Notre-Dame de Paris ou le World Trade Center.
Tseng a aussi pris des milliers de photographies de l'artiste américain Keith Haring pendant les années 80 travaillant sur des fresques, des installations  et surtout la fameuse série de dessins à la craie dans le métro de New York qui a donné lieu à un livre Art in transit.